# Septoria ekmaniana
Septoria ekmaniana är en svampart som beskrevs av Petr. & Cif. 1932. Septoria ekmaniana ingår i släktet Septoria och familjen Mycosphaerellaceae.   Inga underarter finns listade i Catalogue of Life.